# Autobianchi Bianchina
De Autobianchi Bianchina is een kleine auto geproduceerd door de Italiaanse autofabrikant Autobianchi. De Bianchina werd gebouwd van 1957 tot 1969 en is in feite een Fiat 500 met een andere carrosserie.

## Geschiedenis
In de tweede helft van de jaren vijftig trok de economie in Italië weer aan en zoals in alle door de Tweede Wereldoorlog getroffen Europese landen verliep de wederopbouw voorspoedig. FIAT, wiens autodivisie haar productie met 30% per jaar zag stijgen, kon het niet meer aan en was op zoek naar nieuwe productielocaties maar ook naar kapitaal. Zodoende ontstond Autobianchi, voortgekomen uit het voormalige Bianchi dat voor 1940 tweewielers en (vracht)auto's produceerde.
De Bianchina werd ontwikkeld om te voldoen aan de hoofdzakelijk vrouwelijke vraag van de Italiaanse bovenklasse die een kleine, gemakkelijk te besturen auto wilde die niet voor de gewone man was, zoals de Fiat 500. Omwille van de economische winstgevendheid besloot FIAT om het platform en de techniek van de 500 te gebruiken, maar de carrosserie grondig aan te passen. De Bianchina werd gepresenteerd op 16 september 1957 in het Museo Nazionale Scienza e Tecnologia Leonardo da Vinci in Milaan, amper 2 maanden na de introductie van de Fiat 500.
Aangeboden werden een kleine tweepersoons coupé met een vouwdak genaamd Trasformabile, ook als Special met de krachtigere motor van de Fiat 500 Sport (1957/58 tot 1962), een tweedeurs sedan (Berlina, ook met de sportmotor), een cabriolet en een stationwagen met de aanduiding Panoramica die technisch identiek was aan de Fiat 500 Giardiniera, maar met een afwijkende opbouw. De motor van de stationwagen stond 90° naar rechts gekanteld om ruimte te maken voor een laadruimte erboven. Op basis van de Panoramica was er ook een bestelauto Furgoncino in twee varianten.
Technisch volgde de Bianchina steeds de wijzigingen aan de Fiat 500; de motor had aanvankelijk een cilinderinhoud van 479 cc en leverde 15 pk (11 kW) zoals in de 500 Nuova, later was het 499,5 cc en 18 pk (13 kW) in de Panoramica en 21 pk (15 kW) in de cabriolet. De topsnelheid van de modellen met de 21 pk-motor was 105 km/u.
De Bianchina werd ook in Nederland verkocht. In 1969 bood de Nederlandse importeur Leonard Lang de Autobianchi 500 Quattroposti (een andere aanduiding voor de Berlina) aan voor 3995 gulden en het was daarmee een van de weinige auto's beneden de 4000 gulden, samen met de Fiat 500, de Jalta 3A3 en de Trabant 601. De Autobianchi werd beoordeeld als kittig en compact gebouwd met twee grote deuren. De stoelen waren goed maar aan de kleine kant, achterin was ruimte voor kleine kinderen of bagage. De pendelasconstructie was bij bochtenwerk goed merkbaar en de besturing zeer licht. De Quattroposti hanteerde vlot en prettig, al vond men de topsnelheid voor langere afstanden aan de lage kant. Doordat de vier versnellingen niet gesynchroniseerd zijn maar werken met klauwkoppelingen, was voor het schakelen enige oefening gewenst. De Panoramica behoorde tot de kleinste stationcars op de Nederlandse markt en werd aangeboden voor voor 4650 gulden.
In 1969 werd de productie van de Bianchina-serie stopgezet. In plaats daarvan werden de A112 en de tot 1977 geproduceerde Autobianchi Giardiniera aan het leveringsprogramma toegevoegd. De laatstgenoemde was in wezen een ongewijzigde Fiat 500 Giardiniera, de stationwagenversie waarvan de productie door Fiat zelf was stopgezet.

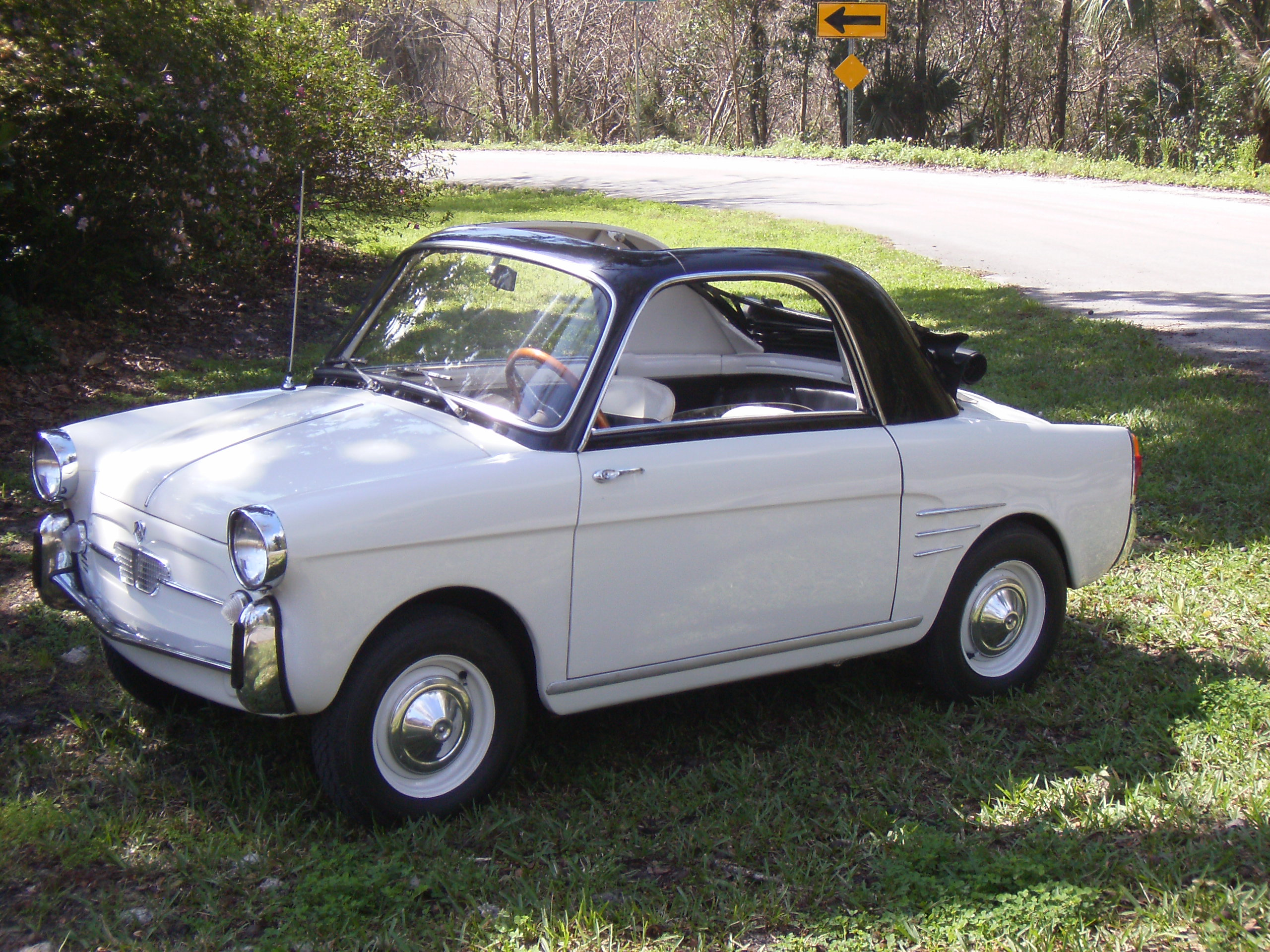
Autobianchi Bianchina Trasformabile
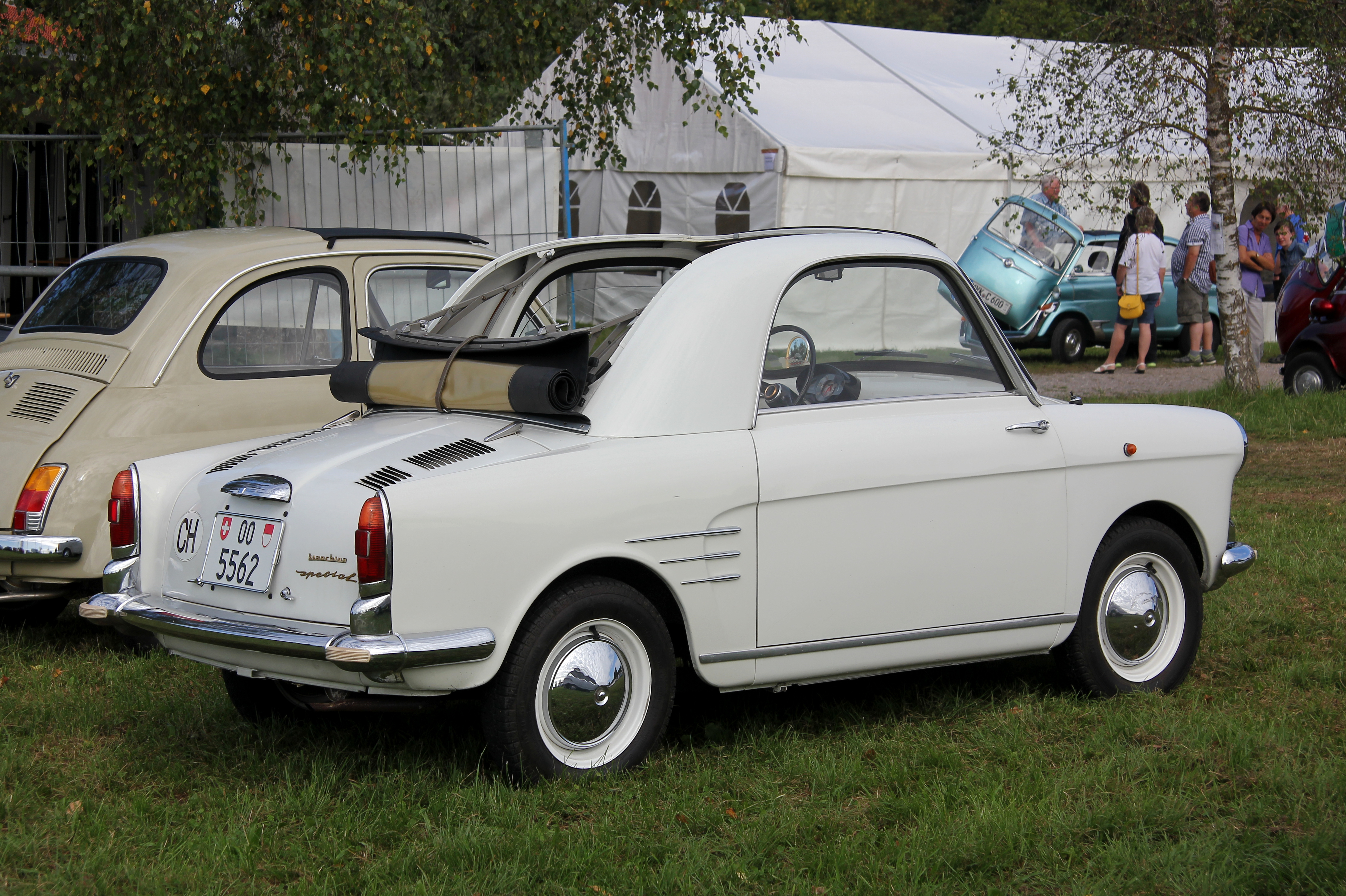
Autobianchi Bianchina Trasformabile Special
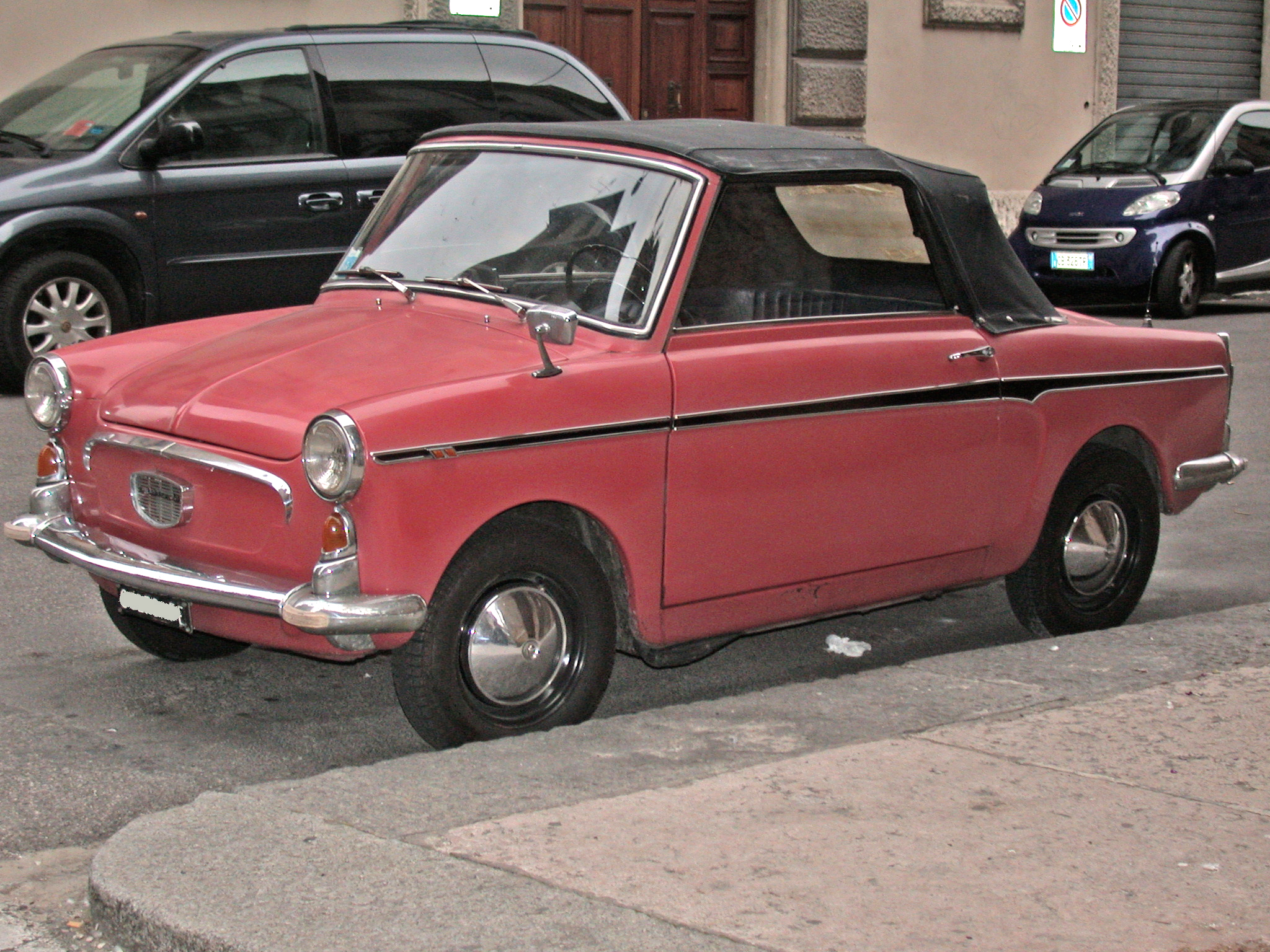
Autobianchi Bianchina Cabriolet
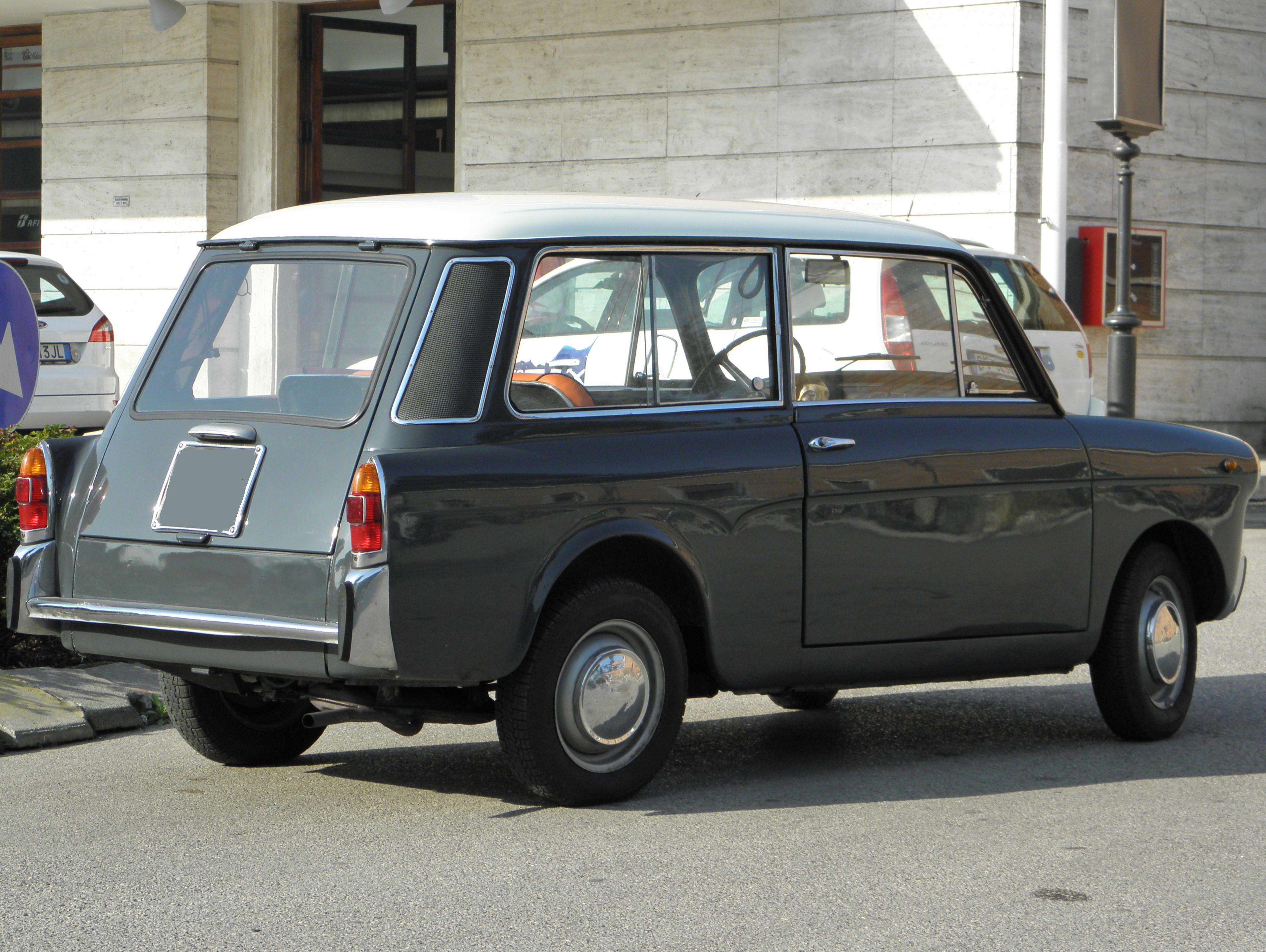
Autobianchi Bianchina Panoramica
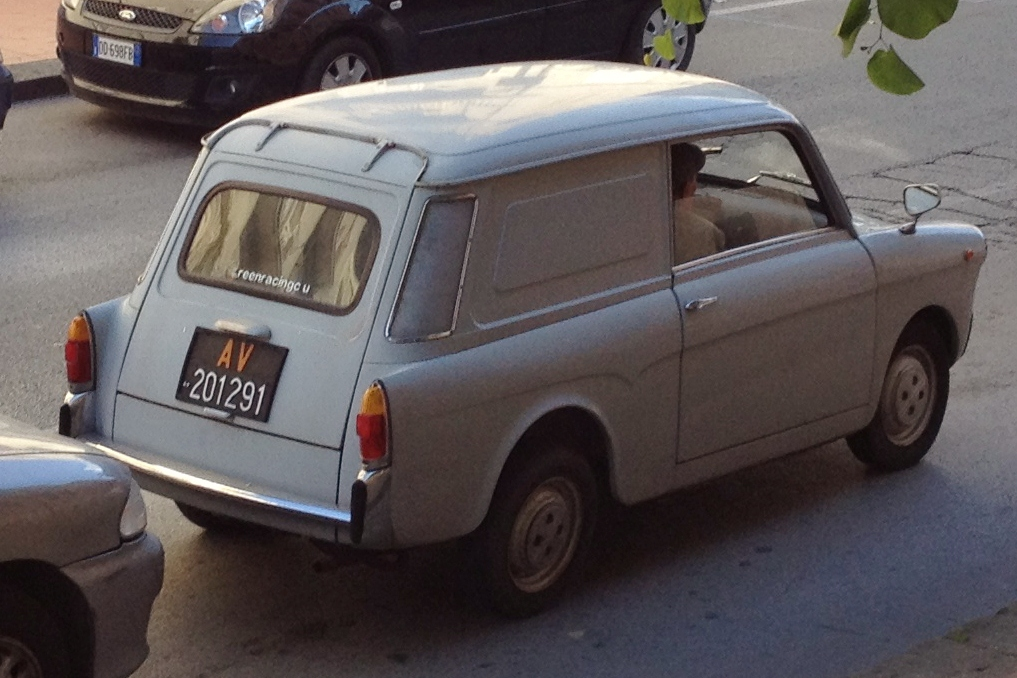
Autobianchi Bianchina Furgoncino (laag dak)
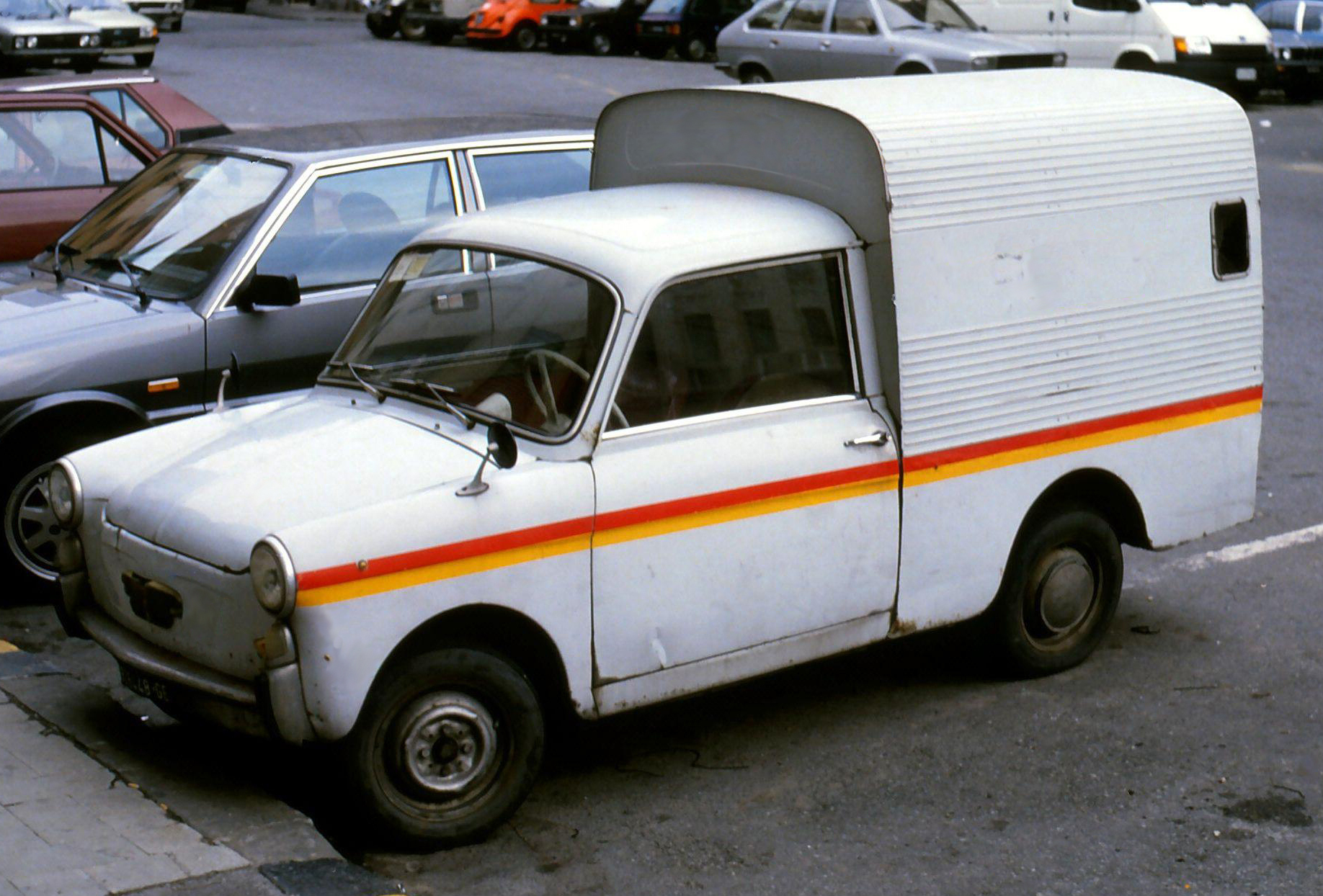
Autobianchi Bianchina Furgoncino (hoog dak)